# 沙拉尔·侯赛诺夫
沙拉尔·伊萨·奥格鲁·侯赛诺夫（亞塞拜然語：、，1968年11月26日—1992年4月10日），是一名阿塞拜疆军人。他因在第一次纳戈尔诺-卡拉巴赫战争中壮烈牺牲，而被追授为阿塞拜疆国家英雄。

## 生平

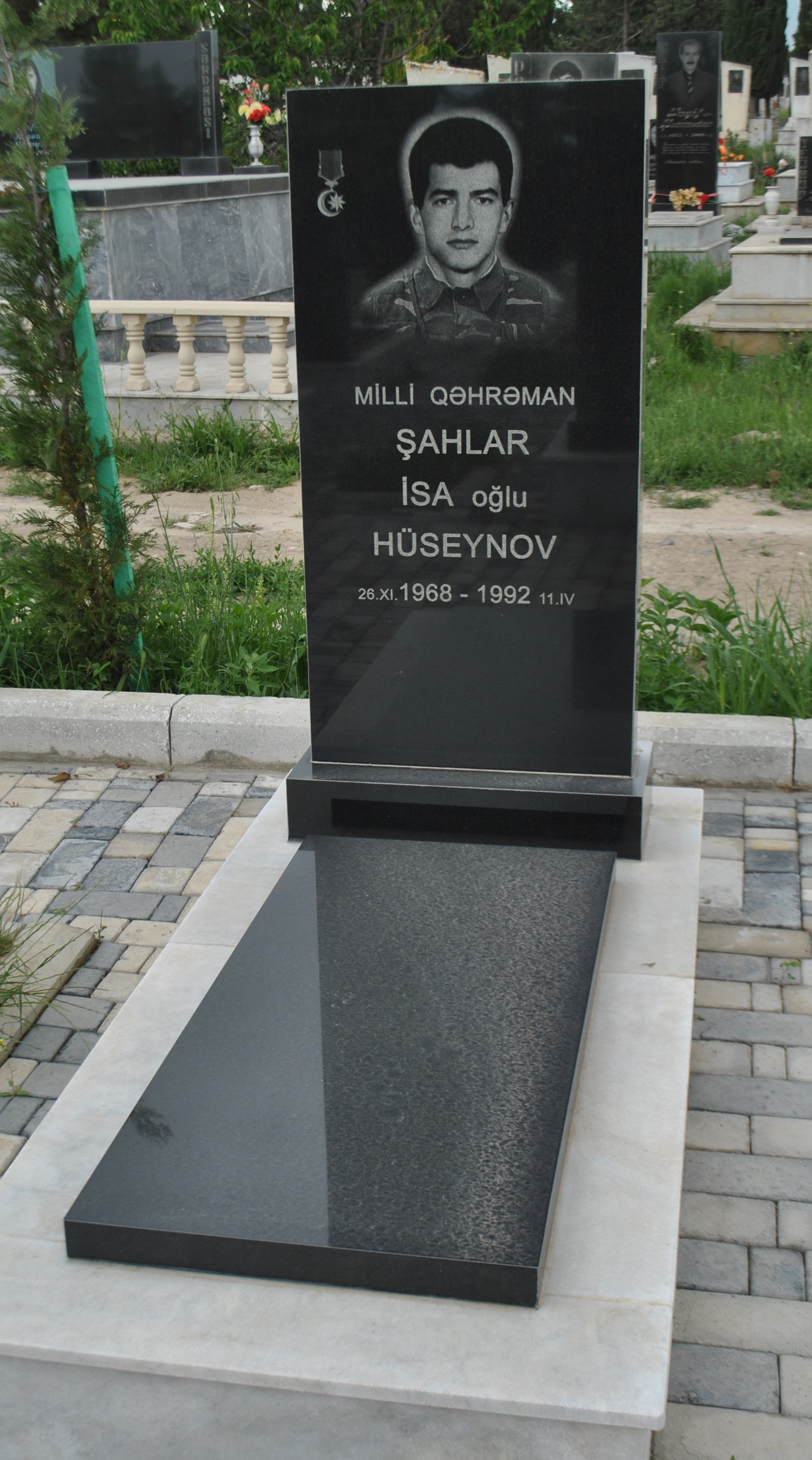
位于占贾的沙拉尔·侯赛诺夫烈士墓

1968年11月26日，侯赛诺夫出生在亚美尼亚苏维埃社会主义共和国的汉卡万。1985年，他在汉卡万中学完成了全部中学教育。1986年到1988年，侯赛诺夫在苏联武装部队服役。退役后，他在占贾第二十七职业学校继续学习，毕业后在铝厂担任锁匠。
第一次纳戈尔诺-卡拉巴赫战争爆发后，1992年2月26日，亚美尼亚部队围困了霍贾利长达数月后最终占领霍贾利，并屠杀了当地的阿塞拜疆民众，史称“霍贾利大屠杀”。事件爆发后，侯赛诺夫申请加入占贾营，并随营赶赴前线。由于能说一口流利的亚美尼亚语，他担任情报官，并多次派往前线侦查敌情。此外他在泰尔泰尔区的沙法格村作战英勇，多次与亚美尼亚交火。19982年4月10日，亚美尼亚部队对希哈克村发动袭击，占贾营投入阻击战，战斗中侯赛诺夫中弹身亡。

## 荣誉
1992年6月7日，阿塞拜疆总统发布第833号总统令，追授沙拉尔·侯赛诺夫为“阿塞拜疆国家英雄”。他被葬于占贾的烈士巷墓地。占贾的一条街道以他的名字命名。

## 相关
- 第一次纳戈尔诺-卡拉巴赫战争
- 阿塞拜疆国家英雄
- 占贾营（英语：Ganja Battalion）